# Stute Nahrungsmittelwerke
Die Markus Stute Holding GmbH & Co. KG ist die Konzernobergesellschaft der Stute-Gruppe (Eigenschreibweise: STUTE), einem deutschen Lebensmittelhersteller mit Sitz im nordrhein-westfälischen Paderborn. Bekanntestes Unternehmen der Gruppe ist die STUTE Nahrungsmittelwerke GmbH & Co KG, ebenfalls mit Sitz in Paderborn.

## Geschichte
Das 1885 zur Fertigung von Fruchtsirup gegründete Unternehmen befindet sich bis heute im Familienbesitz; es gehört inzwischen zu den größten seiner Branche in Europa. Am Standort Paderborn wird an zwei Produktionsstandorten mit einer Fläche von 500.000 m² produziert.
Am 17. April 2024 berichtete die Lebensmittel Zeitung, dass für drei operative Gesellschaften der Stute-Unternehmensgruppe Insolvenzanträge in Eigenverwaltung gestellt wurden. Laut dem Bericht der Lebensmittel Zeitung habe das Unternehmen seit fast einem Jahrzehnt an Umsatz verloren. Am 1. Juli 2024 wurden die Verfahren vom Insolvenzgericht Paderborn antragsgemäß eröffnet.
Am 6. September 2024 wurde bekannt, dass Stute die Abfüllung von Getränken weitgehend einstellt. Der Geschäftsbetrieb Paderborner Kühlhaus am Standort Halberstädter Straße wurde eingestellt. Das erarbeitete Fortführungskonzept sieht eine Konzentration der geschäftlichen Aktivitäten auf den Bereich Konfitüre, Brotaufstriche und Getränke in Weichverpackungen am Standort Paderborn-Abtsbrede vor.

## Eigentümer
(Stand: 31. Dezember 2021)
- Ewald jun. Stute – 50 %
- Christian Stute – 25 %
- Andreas Stute – 25 %

## Produkte
Hergestellt werden süße Brotaufstriche, alkoholfreie Getränke und Konserven, vor allem für Handelsmarken. Hier tritt Stute als Lohnfüller auf.
Als Vertriebsgesellschaft von Stute für den Absatzkanal Discounter fungiert die Tochterfirma Willy L. Ahrens GmbH & Co. KG, ebenfalls mit Sitz Paderborn. Unter anderem wird die Marke „River“ für die Aldi-Märkte durch Stute produziert.

## Kennzahlen
Der Jahresumsatz belief sich 2005/2006 auf rund 850 Millionen Euro. 2011 setzte das Unternehmen noch mehr als 460 Millionen Euro um, 2021 waren es nur noch 234 Millionen Euro.